# Ле-Валь-д'Азе
Ле-Валь-д'Азе (фр. Le Val d'Hazey) — муніципалітет у Франції, у регіоні Верхня Нормандія, департамент Ер. Ле-Валь-д'Азе утворено 1 січня 2016 року шляхом злиття муніципалітетів Обвуа, Сент-Барб-сюр-Гайон i В'є-Вілле. Адміністративним центром муніципалітету є Обвуа. Населення — 5194 особи (01.01.2021).